# Syndicat (X-Files)
Pour les articles homonymes, voir Syndicat.
 (mars 2012).
Si vous disposez d'ouvrages ou d'articles de référence ou si vous connaissez des sites web de qualité traitant du thème abordé ici, merci de compléter l'article en donnant les références utiles à sa vérifiabilité et en les liant à la section « Notes et références ».
Le Syndicat, aussi appelé Consortium, est un gouvernement secret dans la série X-Files : Aux frontières du réel. Fox Mulder l'appelle « la conspiration gouvernementale qui cache la vérité à propos des extraterrestres ».

## Histoire et objectifs
La création du Syndicat remonte à l'affaire de Roswell en 1947 et à la découverte, réelle ou mise en scène, d'une épave de vaisseau extra-terrestre. Une société secrète se met en place, regroupant des représentants de certaines administrations d'État et de puissants intérêts privés, pour gérer les conséquences de cette découverte. Le Syndicat entre en contact avec les extra-terrestres et apprend leurs projets de colonisation de la Terre. Dans leur optique, l'origine de la vie sur Terre remonte à des micro-organismes apportés par une météorite il y a plusieurs millions d'années et les extra-terrestres observent son évolution en attendant qu'elle crée des conditions favorables  à leur implantation. Chassés par les glaciations, les extra-terrestres ont temporairement évacué leurs avant-postes en ne laissant qu'une base dormante sous l'Antarctique mais ils se préparent à une colonisation totale et définitive qui implique la suppression de l'espèce humaine. Les membres du Syndicat acceptent de collaborer avec les extra-terrestres, servir leurs opérations sur Terre et dissimuler aux autres humains les preuves de leur existence : en échange, les membres ont la promesse de leur propre survie et, à terme, de la création d'une race hybride d'humains et extra-terrestres qui conserverait leurs gènes. Le reste des humains sera transformé par un virus en une substance gélatineuse appelée « huile noire » destinée à nourrir les formes juvéniles des extra-terrestres. Il n'est pas exclu que la « colonisation » extra-terrestre soit une mise en scène destinée à servir d'autres intérêts.
Les enquêteurs Fox Mulder et Dana Scully découvrent peu à peu la vérité sur ce complot : le Syndicat a  fait enlever des milliers d'humains pour servir les expériences des extra-terrestres et constitué une base de données du génome humain sous le couvert d'une campagne de vaccination. Ses agents opèrent de façon à étouffer les preuves du complot ou à leur substituer des récits si fantaisistes que personne ne pourrait y croire. Dans la dernière phase du complot, il est prévu que le Syndicat prenne le pouvoir sur Terre à travers des institutions comme l'Agence fédérale des situations d'urgence aux États-Unis pour empêcher toute résistance à la colonisation. La date finale sera le dernier jour du calendrier maya, le 22 décembre 2012.
Le Syndicat a recruté d'anciens scientifiques nazis pour collaborer à ses projets (épisode Opération presse-papiers). Il a des contacts au gouvernement, ainsi qu'une influence certaine sur la politique américaine, même si ses membres ont coupé tout lien officiel avec le gouvernement dans les années 1970. Il est très bien organisé et possède des sous-groupes comme les Men in Black chargés des basses besognes. Il cherche à cacher la vérité sur les extraterrestres et collabore avec eux car il estime que la colonisation de la Terre est inévitable. Les extraterrestres lui ont fourni un fœtus pour qu'il mène ses recherches et les dirigeants du Syndicat leur ont donné en échange chacun un membre de leur famille.
Le syndicat possède une firme de biotechnologie nommée Roush, qui mène des expériences impliquant l'huile noire. Le "Purity Control" est un sérum contre l'huile noire. Dans Les Hybrides et dans Le Musée rouge on apprend que le Purity Control est nécessaire pour l'hybridation. Une substance semblable a été créée dans un goulag russe (le vaccin des Russes pour le Syndicat). Après l'apparition d'une race de rebelles extraterrestres dans la saison 5, le Syndicat panique et ses membres se divisent sur la conduite à tenir. Ils enlèvent Cassandra Spender, le premier hybride humain-extraterrestre, pour la livrer aux colonisateurs mais les rebelles interviennent et tuent les membres les plus influents de l'organisation (épisode Toute la vérité).

## Dirigeants
Le chef du Syndicat est un Allemand nommé Conrad Strughold, qui n'apparaît que dans The X-Files, le film. Les opérations aux États-Unis sont dirigés par un conseil d'anciens, dont les figures les plus éminentes sont le premier ancien (First Elder en anglais) et l'homme bien manucuré.
L'homme à la cigarette dirige les opérations spéciales du syndicat mais doit rendre des comptes à ses dirigeants. Après la mort de ceux-ci, il reprend à son compte une partie du programme du Syndicat.

## Interprétation
La série X-Files a largement contribué à familiariser la théorie du complot dans la culture populaire. Sous le nom de « Syndicat » (qui évoque la franc-maçonnerie) ou « Consortium » (référence plutôt anticapitaliste), la fiction met en scène, de façon quelque peu caricaturale, une élite secrète qui pratique la corruption, la manipulation et la dissimulation de preuves à grande échelle. Les pratiques choquantes du Syndicat traduisent les angoisses collectives liées à la technophobie, à la manipulation génétique, à l'eugénisme : conformément au schéma de la postmodernité selon Jean-François Lyotard, elles expriment la perte de confiance dans le progrès des sciences, devenu porteur de catastrophes.